# Ángel Delgado
Ángel Luis Delgado Astacio (Bajos de Haina, San Cristóbal, 20 de noviembre de 1994) es un baloncestista dominicano que forma parte de la plantilla del Trabzonspor de la BSL turca. Su estatura es 2,08 metros y juega en la posición de ala-pívot.
No fue seleccionado en el Draft de la NBA 2018. Pero firmó un contrato dual (two-way contracts) con Los Angeles Clippers de la NBA.
También representa a la República Dominicana en las competiciones internacionales. Con la que ganó la medalla de bronce en el Centrobasket 2016.
Comenzó su carrera universitaria en el 2014 en la universidad de Seton Hall, en su primera temporada fue elegido rookie del año de la Big East Conference. En el 2017, tras una gran mejoría fue incluido en el mejor quinteto de toda la conferencia tras convertirse en el quinto jugador extranjero en liderar la NCAA en rebotes. Además se convirtió en el primer jugador del continente americano nacido fuera de territorio estadounidense en lograr dicha hazaña.

## Trayectoria deportiva

### Instituto
Delgado asistió al instituto Huntington St. Joseph Prep en Huntington, Virginia Occidental antes de transferirse al instituto The Patrick School en Elizabeth, Nueva Jersey. En su única temporada en el instituto The Patrick School, Delgado promedió 15,7 puntos y 16,3 rebotes por partido mientras ayudó al instituto a lograr un récord de 23-6, siendo incluido en el segundo mejor quinteto de Nueva Jersey de 2014 por NJ.com.
El 18 de abril de 2014, Delgado participó en el Jordan Classic Regional de 2014. En 31 minutos de acción y como titular, Delgado registró 11 puntos, 17 rebotes, 2 asistencias, 1 robo y 1 tapón.
Ángel fue calificado como el prospecto número 46, 48 y 54 de la clase de 2014 por 247Sports.com, ESPN.com y Rivals.com respectivamente.

### Universidad

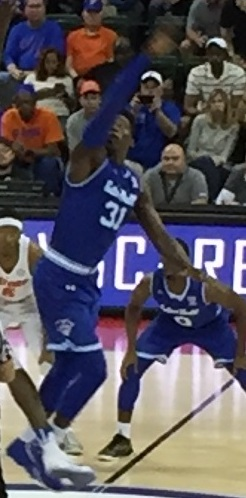
Ángel Delgado con Seton Hall en 2016.

Delgado se comprometió a jugar baloncesto universitario con los Pirates de la Universidad Seton Hall el 16 de agosto de 2013, prescindiendo de otras ofertas universitarias como Florida State, Fordham, Virginia, entre otras. El 16 de noviembre de 2014, Delgado comenzó su carrera universitaria en Seton Hall contra Mercer. En el primer partido de su carrera y como titular, Ángel casi registró un doble-doble al lograr 8 puntos y 12 rebotes incluyendo 2 tapones en la victoria contra Mercer por 63-47. En el tercer partido de su carrera universitaria el 23 de noviembre de 2014, Ángel registró 12 puntos y 11 rebotes en la victoria contra Gardner-Webb por 85-67, logrando el primer doble-doble de su carrera universitaria. El 29 de noviembre de 2014, Delgado consiguió 10 puntos y 10 rebotes en la victoria contra George Washington por 58-54, logrando el segundo doble-doble de su carrera universitaria. El 18 de diciembre de 2014, Ángel superó su récord personal de anotación con 16 puntos en la victoria contra South Florida por 89-69. El 29 de diciembre de 2014, Delgado ganó el reconocimiento de rookie de la semana de la Big East Conference. El 31 de diciembre de 2014, Delgado consiguió 13 puntos y 12 rebotes en la victoria contra St. John's por 78-67. El 12 de enero de 2015, Ángel repitió como rookie de la semana de la Big East Conference. El 22 de enero de 2015, Delgado superó su récord personal de anotación con 19 puntos y su récord de rebotes con 19 rebotes en la derrota contra DePaul por 60-64. Los 19 rebotes se convirtieron en la segunda mayor cantidad de rebotes atrapados por un freshman en un partido de la Big East Conference. El 28 de febrero de 2015, Delgado registró 13 puntos, 11 rebotes y 2 tapones, también anotó la canasta ganadora con 15,9 segundos restante en la victoria por 67-66 ante Creighton. El 2 de marzo de 2015, fue elegido rookie de la semana de la Big East Conference por tercera vez en la temporada.
En el primer partido de la eliminatoria de la Big East Conference el 11 de marzo de 2015, Ángel registró 9 puntos y 7 rebotes, pero a pesar de sus esfuerzos los Pirates fueron eliminados por Marquette con el resultado final de 56 por 78.
Durante su primera temporada, Delgado jugó casi todos los partidos en la posición de pívot siendo un ala-pívot de 2,06 metros (6 pies y 9 pulgadas). Finalizó la temporada regular liderando la Big East Conference con 10 dobles-dobles, siendo el líder de la conferencia en rebotes con 9,9 rebotes por partido. También fue el mejor freshman en la conferencia en porcentaje de tiros de campo con 52,9% y en tapones con 1,1 tapones por partido. Alcanzó dobles dígitos en anotación en 16 partidos y en rebotes en 15 partidos. En 31 partidos (30 como titular), Delgado promedió 9,3 puntos, 9,8 rebotes y 1,3 tapones en 28,2 minutos por partido.
Delgado, fue elegido Rookie del Año de la Big East Conference de la temporada 2014-15, convirtiéndose en el segundo jugador de los Seton Hall Pirates en ganar dicho premio después de Eddie Griffin en 2001. Además, fue incluido en el mejor quinteto de rookies de la misma conferencia junto con su compañero Isaiah Whitehead.

#### Estadísticas universitarias
| Año     | Equipo     | PJ  | PT  | MPP  | %TC  | %3P  | %TL  | RPP  | APP | ROB | TPP | PPP  |
| ------- | ---------- | --- | --- | ---- | ---- | ---- | ---- | ---- | --- | --- | --- | ---- |
| 2014–15 | Seton Hall | 31  | 29  | 28.2 | .555 | .000 | .414 | 9.8  | 0.9 | 0.5 | 1.3 | 9.3  |
| 2015–16 | Seton Hall | 34  | 34  | 30.2 | .567 | .000 | .536 | 9.3  | 1.0 | 0.6 | 0.8 | 9.9  |
| 2016–17 | Seton Hall | 33  | 33  | 33.0 | .543 | .000 | .556 | 13.1 | 2.2 | 0.6 | 0.3 | 15.2 |
| 2017–18 | Seton Hall | 34  | 34  | 30.9 | .505 | .000 | .612 | 11.8 | 2.8 | 0.8 | 0.7 | 13.6 |
| Total   | Total      | 132 | 130 | 30.6 | .538 | .000 | .539 | 11.0 | 1.7 | 0.6 | 0.8 | 12.1 |

### Profesional
Tras no ser elegido en el Draft de la NBA de 2018, el 6 de julio firmó un contrato dual con Los Angeles Clippers, para jugar también con su filial en la G League, los Agua Caliente Clippers. 
El 5 de enero de 2019, Delgado consiguió un récord absoluto de la G League, al capturar 32 rebotes en un partido ante Oklahoma City Blue. Hizo su debut en la NBA el 7 de febrero, logrando 3 puntos y 4, rebotes en un partido ante Indiana Pacers.
Durante la temporada 2019-20, el jugador estaría a caballo entre los Sioux Falls Skyforce (equipo afiliado a los Miami Heat) donde ha jugado tan solo dos partidos y el Hapoel Holon, donde ha obtenido unos guarismos de 8,5 puntos y 5,7 rebotes en la competición doméstica y 9 puntos y 5,8 rebotes en la Champions League.
En julio de 2020, firma por el Club Baloncesto Estudiantes de la Liga Endesa.
El 18 de julio de 2021, firma como jugador del Bilbao Basket de la Liga Endesa.
El 23 de junio de 2022, firma por el Pınar Karşıyaka de la BSL turca.
El 6 de julio de 2023 fichó por el Beşiktaş de la BSL turca.
El 2 de julio de 2024 volvió a cambiar de equipo sin salir de la liga turca, fichando por el Galatasaray.
El 8 de julio de 2025 fichó por el Trabzonspor, también de la BSL turca.

### Selección nacional
Delgado debutó con la selección nacional de la República Dominicana el 21 de julio de 2015 en los Juegos Panamericanos de 2015 contra Canadá en el que registró 15 puntos y 6 rebotes en la derrota de la selección nacional por 88-105.
Fue bronce en el Centrobasket 2016.
Durante agosto y septiembre de 2023 fue integrante de la selección de República Dominicana que participó en el Mundial de 2023 celebrado en Asia, y que finalizó en decimocuarto lugar.

## Estadísticas de su carrera en la NBA

### Temporada regular
| Año     | Equipo        | PJ | PT | MPP | %TC  | %3P | %TL  | RPP | APP | ROB | TPP | PPP |
| ------- | ------------- | -- | -- | --- | ---- | --- | ---- | --- | --- | --- | --- | --- |
| 2018-19 | L.A. Clippers | 2  | 0  | 7.5 | .200 | –   | .500 | 2.0 | .0  | .5  | .0  | 1.5 |
| Total   | Total         | 2  | 0  | 7.5 | .200 | –   | .500 | 2.0 | .0  | .5  | .0  | 1.5 |